# Голубой дракон (телепремия, 2022)
1-я церемония вручения телепремии «Голубой дракон» (кор. 제1회 청룡 시리즈 어워즈), организованная изданием «Sports Chosun», состоялась 19 июля 2022 года в отеле «Paradise City», Инчхон, начиная с 19:00 по корейскому времени. Это первая церемония награждения, ориентированная на стриминговые сериалы в Южной Корее. Ведущими церемонии стали Чон Хён Му и Им Юна, а трансляция в прямом эфире осуществлялась через LG Uplus и Naver Now. Трансляцию с красной дорожки вела Джэ Джэ.
Номинанты были объявлены 6 июля 2022 года. На рассмотрение были представлены сериалы, которые были произведены и профинансированы  OTT-платформами и вышли в эфир с 1 мая 2021 года по 30 апреля 2022 года. Жюри премии состоит из шести проверенных экспертов. Чтобы сократить разрыв между экспертами и широкой аудиторией, голоса пользователей сети также учитывались как голос одного судьи, и победитель (работа) был выбран на основе общего количества этих 7 голосов.
Сериал «Игра в кальмара» получил наибольшее количество номинаций — пять. «Охотник за дезертирами» и «Игра в кальмара» стали самыми успешными программами, выиграв по две награды каждая.

## Номинанты и лауреаты

### Количество побед/номинаций
- 2/5: «Игра в кальмара»
- 2/4: «Охотник за дезертирами»
- 1/4: «Saturday Night Live Korea[англ.]»
- 1/3: «Так, я иду в Голубой дом», «Трансфер любви[англ.]»
- 1/2: «Клетки Юми[англ.]»
- 1/1: «Зов ада», «Новый мир[англ.]», «Celeb Five: За кулисами»
- 0/3: «Моё имя», «Тайный клуб старшей школы для девочек»
- 0/2: «Суд по делам несовершеннолетних[англ.]», «Те, кто читает сердце тьмы[англ.]», «Ад для одиночек», «Сеул check-in», «Счастье[англ.]», «Play you», «Майская молодость[англ.]»,
- 0/1: «Сумасшедший парень этого района[англ.]», «Трейсер[англ.]», «На пути к небесам», «Четыре сезона Пэк Чон Вона», «Узнай способ[англ.]», «Подростковая преступность»

| Категория                                                                         | Номинанты и лауреаты                                                          | Номинанты и лауреаты                                                                  |
| --------------------------------------------------------------------------------- | ----------------------------------------------------------------------------- | ------------------------------------------------------------------------------------- |
| Лучший сериал Представляли награду: Чан Донгон                                    | ★ Охотник за дезертирами / 디피                                               | ★ Охотник за дезертирами / 디피                                                       |
| Лучший сериал Представляли награду: Чан Донгон                                    | Те, кто читает сердце тьмы / 악의 마음을 읽는 자들                            |                                                                                       |
| Лучший сериал Представляли награду: Чан Донгон                                    | Игра в кальмара / 오징어 게임                                                 |                                                                                       |
| Лучший сериал Представляли награду: Чан Донгон                                    | Клетки Юми / 유미의 세포들                                                    |                                                                                       |
| Лучший сериал Представляли награду: Чан Донгон                                    | Так, я иду в Голубой дом / 이렇게 된 이상 청와대로 간다                       |                                                                                       |
| Лучшая развлекательная программа Представляли награду: Ка Хо Дон                  | ★ Трансфер любви / 환승연애                                                   | ★ Трансфер любви / 환승연애                                                           |
| Лучшая развлекательная программа Представляли награду: Ка Хо Дон                  | Saturday Night Live Korea / 새터데이 나이트 라이브 코리아                     |                                                                                       |
| Лучшая развлекательная программа Представляли награду: Ка Хо Дон                  | Сеул check-in / 서울체크인                                                    |                                                                                       |
| Лучшая развлекательная программа Представляли награду: Ка Хо Дон                  | Тайный клуб старшей школы для девочек / 여고추리반                            |                                                                                       |
| Лучшая развлекательная программа Представляли награду: Ка Хо Дон                  | Play You                                                                      |                                                                                       |
| Лучшая мужская роль Представляли награду: Мун Со Ри и Ли Се Ён                    |                                                                               | ★ Ли Джонджэ — «Игра в кальмара» (за роль Сон Кихуна)                                 |
| Лучшая мужская роль Представляли награду: Мун Со Ри и Ли Се Ён                    | Чон Хэ Ин — «Охотник за дезертирами» (за роль Ан Джунхо)                      |                                                                                       |
| Лучшая мужская роль Представляли награду: Мун Со Ри и Ли Се Ён                    | Ли Джэ Хун — «На пути к небесам» (за роль Чо Сангу)                           |                                                                                       |
| Лучшая мужская роль Представляли награду: Мун Со Ри и Ли Се Ён                    | Ким Нам Гиль — «Те, кто читает сердце тьмы» (за роль Сон Хаёна)               |                                                                                       |
| Лучшая мужская роль Представляли награду: Мун Со Ри и Ли Се Ён                    | Лим Сиван — «Трейсер» (за роль Хван Дон Чжу)                                  |                                                                                       |
| Лучшая женская роль Представляли награду: Мун Со Ри и Ли Се Ён                    |                                                                               | ★ Ким Гоын — «Клетки Юми» (за роль Ким Юми)                                           |
| Лучшая женская роль Представляли награду: Мун Со Ри и Ли Се Ён                    | Ким Хесу — «Суд по делам несовершеннолетних» (за роль Сим Ын Сок)             |                                                                                       |
| Лучшая женская роль Представляли награду: Мун Со Ри и Ли Се Ён                    | О Ён Со — «Сумасшедший парень этого района» (за роль Ли Мин Гён)              |                                                                                       |
| Лучшая женская роль Представляли награду: Мун Со Ри и Ли Се Ён                    | Ким Соннён — «Так, я иду в Голубой дом» (за роль Ли Чжон Ын)                  |                                                                                       |
| Лучшая женская роль Представляли награду: Мун Со Ри и Ли Се Ён                    | Хан Хёджу — «Счастье» (за роль Юн Сэбом)                                      |                                                                                       |
| Лучший артист эстрады Представляли награду: Ли Хери и Ким Кибом                   |                                                                               | ★ Ка Хо Дон — «Новое путешествие на ЗападСпешл: Весенний поход»                       |
| Лучший артист эстрады Представляли награду: Ли Хери и Ким Кибом                   | Син Дон Ёп — «Saturday Night Live Korea»                                      |                                                                                       |
| Лучший артист эстрады Представляли награду: Ли Хери и Ким Кибом                   | Пэк Чонвон — «Четыре сезона Пэк Чон Вона»                                     |                                                                                       |
| Лучший артист эстрады Представляли награду: Ли Хери и Ким Кибом                   | Ю Джэсок — «Play You»                                                         |                                                                                       |
| Лучший артист эстрады Представляли награду: Ли Хери и Ким Кибом                   | Ли Ён Джин — «Трансфер любви»                                                 |                                                                                       |
| Лучшая артистка эстрады Представляли награду: Ли Хери и Ким Кибом                 |                                                                               | ★ Celeb Five (Сон Ын И, Ан Ён Ми, Шин Бо Сон, Ким Шин Ён) — «Celeb Five: За кулисами» |
| Лучшая артистка эстрады Представляли награду: Ли Хери и Ким Кибом                 | Ли Хёри — «Сеул check-in»                                                     |                                                                                       |
| Лучшая артистка эстрады Представляли награду: Ли Хери и Ким Кибом                 | Чан До Ён — «Тайный клуб старшей школы для девочек»                           |                                                                                       |
| Лучшая артистка эстрады Представляли награду: Ли Хери и Ким Кибом                 | Джэ Джэ — «Тайный клуб старшей школы для девочек»                             |                                                                                       |
| Лучшая артистка эстрады Представляли награду: Ли Хери и Ким Кибом                 | Ким Юра — «Трансфер любви»                                                    |                                                                                       |
| Лучшая мужская роль второго плана Представляли награду: Пак Хён Сик и Ким Сольхён |                                                                               | ★ Ли Хак Чжу — «Так, я иду в Голубой дом» (за роль Ким Су Джина)                      |
| Лучшая мужская роль второго плана Представляли награду: Пак Хён Сик и Ким Сольхён | Сон Сокку — «Охотник за дезертирами» (за роль Лим Джисопа)                    |                                                                                       |
| Лучшая мужская роль второго плана Представляли награду: Пак Хён Сик и Ким Сольхён | Ан Бохён — «Моё имя» (за роль Чон Пхильтто)                                   |                                                                                       |
| Лучшая мужская роль второго плана Представляли награду: Пак Хён Сик и Ким Сольхён | Ян Гёнвон — «Один обычный день» (за роль Пак Ду Сика)                         |                                                                                       |
| Лучшая мужская роль второго плана Представляли награду: Пак Хён Сик и Ким Сольхён | Пак Хэ Су — «Игра в кальмара» (за роль Чо Сан У)                              |                                                                                       |
| Лучшая женская роль второго плана Представляли награду: Пак Хён Сик и Ким Сольхён |                                                                               | ★ Ким Син Рок — «Зов ада» (за роль Пак Чон Чжа)                                       |
| Лучшая женская роль второго плана Представляли награду: Пак Хён Сик и Ким Сольхён | Ли Джон Ын — «Суд по делам несовершеннолетних» (за роль На Гын Хи)            |                                                                                       |
| Лучшая женская роль второго плана Представляли награду: Пак Хён Сик и Ким Сольхён | Кым Сэ Рок — «Майская молодость» (за роль Ли Сурён)                           |                                                                                       |
| Лучшая женская роль второго плана Представляли награду: Пак Хён Сик и Ким Сольхён | Ким Чжу Рён — «Игра в кальмара» (за роль Хан Ми Нё)                           |                                                                                       |
| Лучшая женская роль второго плана Представляли награду: Пак Хён Сик и Ким Сольхён | Пэ Хэсон — «Счастье» (за роль О Ён Ок)                                        |                                                                                       |
| Лучший актёр-новичок Представляли награду: Хван Мин Хён                           |                                                                               | ★ Ку Гёхван — «Охотник за дезертирами» (за роль Хан Хоёля)                            |
| Лучший актёр-новичок Представляли награду: Хван Мин Хён                           | Кан Даниэль — «Копы-новички» (за роль Ви Сын Хёна)                            |                                                                                       |
| Лучший актёр-новичок Представляли награду: Хван Мин Хён                           | Чан Рёль — «Моё имя» (за роль До Ган Чжэ)                                     |                                                                                       |
| Лучший актёр-новичок Представляли награду: Хван Мин Хён                           | Пак Сохам и Пак Чэчхан — «Логическая ошибка» (за роли Чан Чжэ Ёна и Чу Сан У) |                                                                                       |
| Лучший актёр-новичок Представляли награду: Хван Мин Хён                           | Ли До Хён — «Майская молодость» (за роль Хван Хи Тхэ)                         |                                                                                       |
| Лучшая актриса-новичок Представляли награду: Хван Мин Хён                         |                                                                               | ★ Чон Хо Ён — «Игра в кальмара» (за роль Кан Сэ Бёк)                                  |
| Лучшая актриса-новичок Представляли награду: Хван Мин Хён                         | Хан Сохи — «Моё имя» (за роль Юн Джиу/О Хеджин)                               |                                                                                       |
| Лучшая актриса-новичок Представляли награду: Хван Мин Хён                         | Вон Джи Ан — «Подростковая преступность» (за роль Кён Да Чон)                 |                                                                                       |
| Лучшая актриса-новичок Представляли награду: Хван Мин Хён                         | Пак Чиху — «Мы все мертвы» (за роль Нам Онджо)                                |                                                                                       |
| Лучшая актриса-новичок Представляли награду: Хван Мин Хён                         | Чо Ихён — «Мы все мертвы» (за роль Чхве Намра)                                |                                                                                       |
| Лучший артист эстрады-новичок Представляли награду: Ким Ён Дэ и Ро Чжон Ый        |                                                                               | ★ Кхаи — «Новый мир»                                                                  |
| Лучший артист эстрады-новичок Представляли награду: Ким Ён Дэ и Ро Чжон Ый        | Чон Хёк — «Saturday Night Live Korea»                                         |                                                                                       |
| Лучший артист эстрады-новичок Представляли награду: Ким Ён Дэ и Ро Чжон Ый        | Ханхэ — «Ад для одиночек»                                                     |                                                                                       |
| Лучший артист эстрады-новичок Представляли награду: Ким Ён Дэ и Ро Чжон Ый        | Чон Чхан Сон — «Бойцовский клуб»                                              |                                                                                       |
| Лучший артист эстрады-новичок Представляли награду: Ким Ён Дэ и Ро Чжон Ый        | Ли Сон Ёп — «Гольф-битва: Приятели-птички»                                    |                                                                                       |
| Лучшая артистка эстрады-новичок Представляли награду: Ким Ён Дэ и Ро Чжон Ый      |                                                                               | ★ Чу Хён Ён — «Saturday Night Live Korea»                                             |
| Лучшая артистка эстрады-новичок Представляли награду: Ким Ён Дэ и Ро Чжон Ый      | Ли Ми Джу — «Узнай способ»                                                    |                                                                                       |
| Лучшая артистка эстрады-новичок Представляли награду: Ким Ён Дэ и Ро Чжон Ый      | Ли Дахи — «Ад для одиночек»                                                   |                                                                                       |
| Лучшая артистка эстрады-новичок Представляли награду: Ким Ён Дэ и Ро Чжон Ый      | Ким Хёнсо — «Тайный клуб старшей школы для девочек»                           |                                                                                       |
| Лучшая артистка эстрады-новичок Представляли награду: Ким Ён Дэ и Ро Чжон Ый      | Чхве Йе На — «Тайный клуб старшей школы для девочек»                          |                                                                                       |
| Самая популярная звезда                                                           | ★ Чон Хэ Ин                                                                   | ★ Чон Хэ Ин                                                                           |
| Самая популярная звезда                                                           | ★ Хан Хёджу                                                                   |                                                                                       |
| Самая популярная звезда                                                           | ★ Кан Даниэль                                                                 |                                                                                       |
| Самая популярная звезда                                                           | ★ Ли Ён Джин                                                                  |                                                                                       |
| Самая популярная звезда                                                           | ★ Пак Чэчхан                                                                  |                                                                                       |
| Самая популярная звезда                                                           | ★ Пак Сохам                                                                   |                                                                                       |